# Ali Al-Busaidi
Ali Sulaiman Rashid Al-Busaidi (21 de janeiro de 1991) é um futebolista profissional omani que atua como defensor.

## Carreira
Ali Al-Busaidi representou a Seleção Omani de Futebol na Copa da Ásia de 2015.